# 柿崎正澄

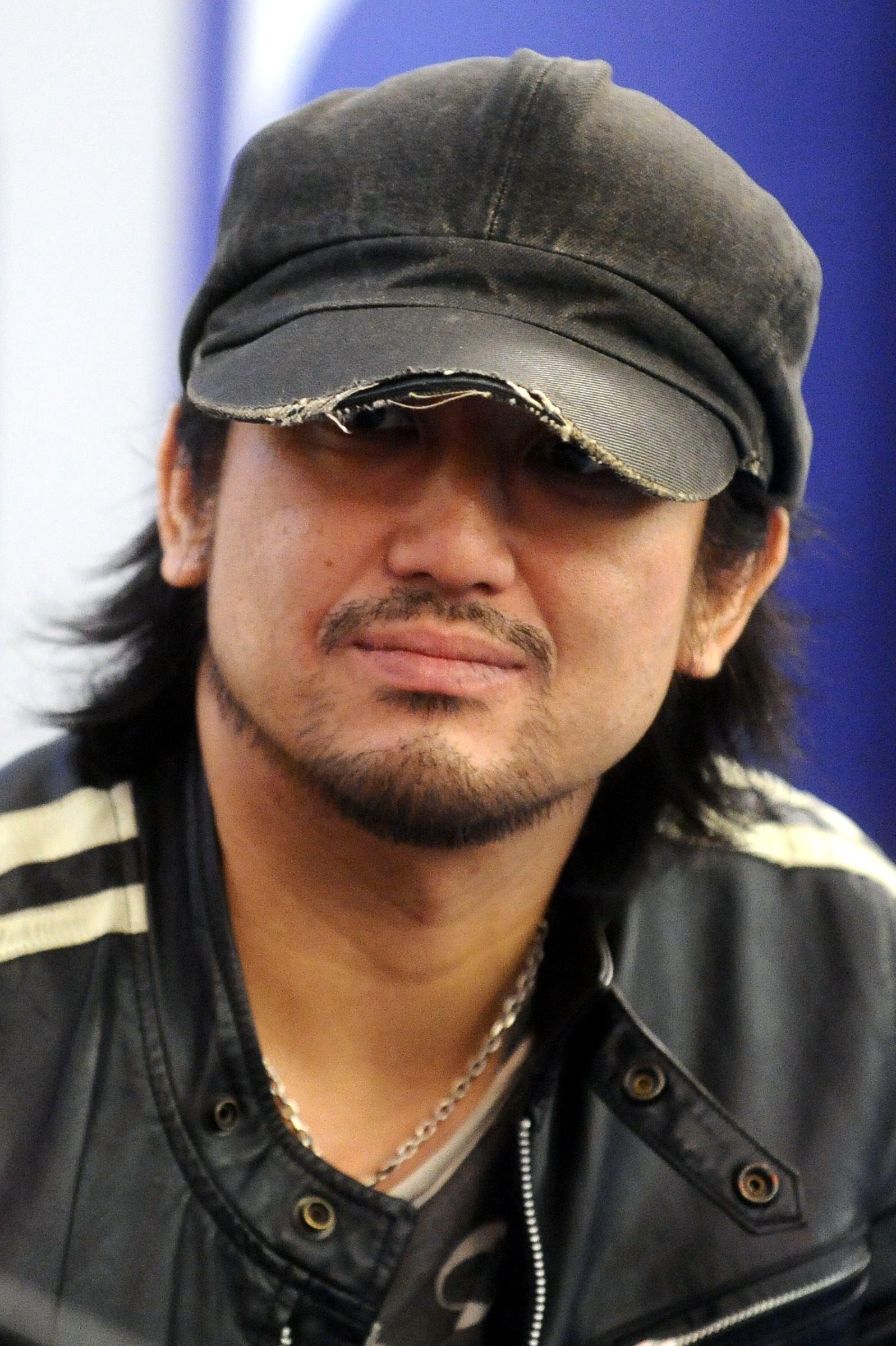
2014年的柿崎正澄

柿崎正澄（英語：Masasumi Kakizaki, 1978年5月18日—）是一位日本漫画家。

## 生平
1978年出生于北海道纹别市，毕业于北海道艺术设计学院。。

## 荣誉
2005年凭借《少年犯之七人》获第51回小学馆漫画赏大奖。